# Freimaurerlogen in Hannover

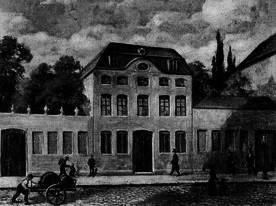
Logenhaus Zum weißen Pferde, Köbelingstrasse 6

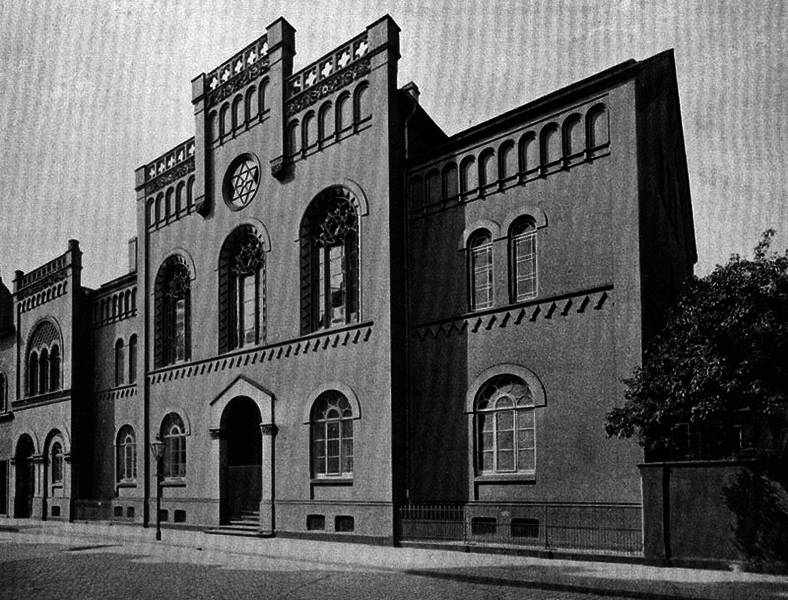
Logenhaus Herrenstraße 9

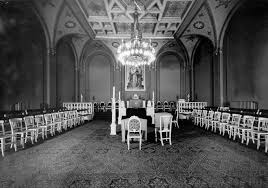
Logensaal Herrenstraße 9

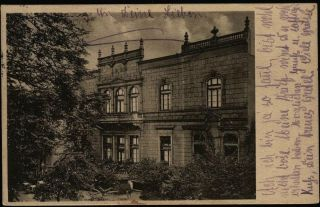
Logenhaus, Schiffgraben 18

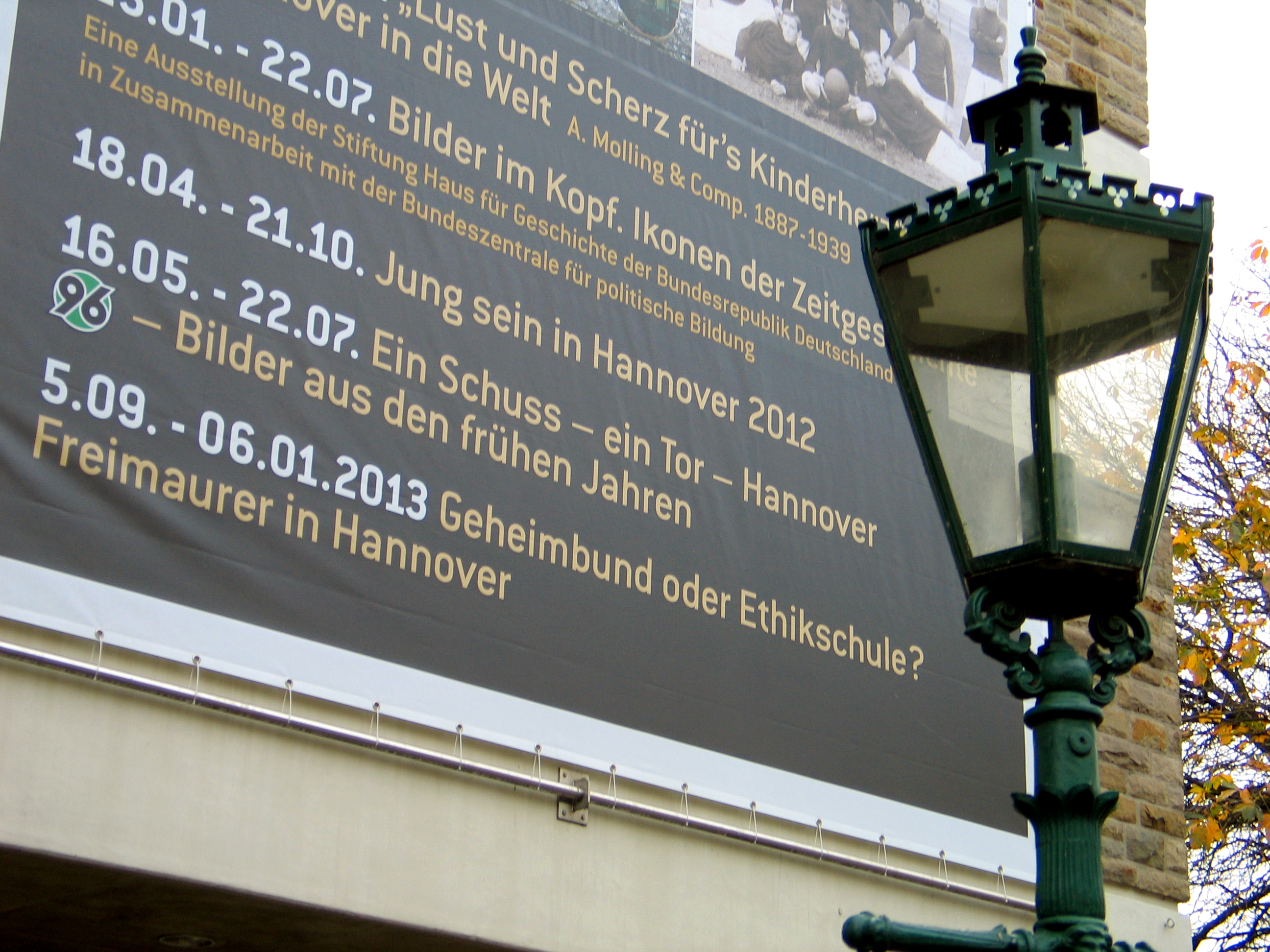
Geheimbund oder Ethikschule? Freimaurer in Hannover, Transparent zur Ausstellung im Historischen Museum Hannover bis 6. Januar 2013

Freimaurerlogen existieren in Hannover seit Mitte des 18. Jahrhunderts. Aktuell (Stand: 04/2014) gibt es in der niedersächsischen Landeshauptstadt dreizehn Logen, darunter zwei Frauenlogen. Alle Logen sind autonom und arbeiten jeweils selbständig.

## Ausstellungen
- Die Ausstellung Geheimbund oder Ethikschule? Freimaurer in Hannover vom 5. September 2012 bis zum 6. Januar 2013 im Historischen Museum Hannover organisierten die dreizehn hannoverschen Freimaurerlogen gemeinsam mit der Gottfried Wilhelm Leibniz Bibliothek.[2]

## Logen in Hannover

### Männerlogen
Die älteren Logen in Hannover nehmen traditionell nur Männer auf. Jede Loge gehört einer der fünf Großlogen an, die wiederum unter dem gemeinsamen Dach der Vereinigten Großlogen von Deutschland organisiert sind. Von den aktuell elf arbeitenden Männerlogen in Hannover gründeten sich
- 1746: Friedrich zum weißen Pferde[3]
- 1774: Zum schwarzen Bär[4]
- 1777: Zur Ceder[5]
- 1900: Wilhelm zur deutschen Treue[6]
- 1906: Baldur[7]
- 1946: Licht und Wahrheit[8]
- 1949: Zum aufgehenden Licht[9]
- 1973: Lodge Bridge of Fellowship
- 1987: Georg am Hohen Ufer[10]
- 2014: Albert Pike Lodge[11]
- 2017: Friedrich Wilhelm zur Glückseligkeit

### Frauenlogen
1999 gründeten Frauen die Loge Im Kreise des Granatapfels im Logenhaus in der Lemförder Straße. Später zog sie um in das Logenhaus in der Heiligengeiststraße. Sie gehört der Frauen-Großloge von Deutschland e. V. mit Sitz in Berlin an.
2013 wurde in Hannover eine zweite Frauenloge gegründet. Seit Oktober 2013 arbeitet die Loge „Infinitas“ im Logenhaus in der Heiligengeiststraße.

## Wohltätigkeit
Auch die hannoverschen Logen „führen in der Regel nach jeder Ritualarbeit eine Armensammlung durch“. Diese finanziellen Mittel werden an bedürftige Organisationen und Einrichtungen oder auch Einzelpersonen weitergereicht oder auch für soziale und kulturelle Projekte gespendet. Ergänzt werden diese Wohltätigkeiten aus Stiftungen, die die Mehrheit der hannoverschen Logen besitzen oder an denen Logen gemeinschaftlich beteiligt sind.
Die „Damen“ männlicher hannoverscher Freimaurer organisieren darüber hinaus seit Jahrzehnten zu Weihnachten einen Basar mittels gestifteter Produkte. Mit den Erlösen werden etwa „arbeitslose Bedürftige, erwerbslose Kranke, Kinder sozialarmer Haushalte, alleinerziehende Mütter, Obdachlose, Behinderte in Wohneinrichtungen und Selbsthilfegruppen“ gefördert.

## Standorte (unvollständig)

### Ehemalige Standorte
- Mit Unterbrechungen ab der zwangsweisen Auflösung 1936 während der Zeit des Nationalsozialismus gab es als Treffpunkt hannoverscher Logen folgende Versammlungsorte:[1]
- ab 1746: Wohnung des Hofjunkers Adam Gottlieb von Reden in der Osterstraße[12]
- ab 1749: Dohmen-Schenke. in der Burgstraße 4[12]
- ab 1753: Haus Plentenburg. Osterstraße 1[12]
- ab 1754: Neue Schenke an der Isern Porte, Marktstraße. Ecke Röselerstraße[12]
- 1779: Kauf des Logenhauses in der Köbelinger Straße 6. durch die Loge Zum weißen Pferde[12]
- 1849–1855: Ankauf und Bau des (damals „neuen“, heute „alten“) „Logenhauses“ in der Herrenstraße 9;[12][1][13]
- 1935–1943: In der Zeit des Nationalsozialismus trafen sich einige „Brüder“ zum Zwecke des Zusammenhaltes in Hildebrandts Weinstube, Andreaestraße. Ecke Mehlstraße
- ab 1946 trafen sich die Brüder zeitweilig in einer Baracke von Hans Hildebrand,[14] hilfsweise provisorisch etwa in angemieteten Räumen, etwa im Alten Rathaus, in der Braunschweig-Hannoverschen Hypothekenbank in der Landschaftstraße, im Künstlerhaus oder im Leineschloss.[12]

### Aktuelle Standorte
Aktuell treffen sich die Mitglieder der verschiedenen Logen in folgenden Einrichtungen:
- Seit 1905: Logenhaus Lemförder Straße 7[1] (→ Karte)
- Seit 1966: Willy-Täger-Haus. Heiligengeiststraße 1[1] (→ Karte)
- Die Loge Georg am Hohen Ufer. arbeitet im Kastens Hotel Luisenhof[1] (→ Karte)

## Freimaurerischer Bibliotheksverein
Der Freimaurerische Bibliotheksverein wurde 1978 gegründet, nachdem der Ingenieur Erich J. Lindner, Mitglied der Loge Zur Ceder, eine Sammlung überwiegend freimaurerischer Grafiken und illustrierter Bücher stiftete. Die Sammlung wurde dann von der (heutigen) Gottfried Wilhelm Leibniz Bibliothek übernommen. (→ Karte)
Inzwischen hatte der Freimaurerische Bibliotheksverein seinen Zweck formuliert:

„… die Sammlung freimaurerischer Literatur in der Niedersächsischen Landesbibliothek auszubauen, sie der Öffentlichkeit zugänglich zu machen, die wissenschaftliche Forschung auf dem Gebiet der Freimaurerei zu fördern und so das Verständnis für Brüderlichkeit, Toleranz und Völkerverständigung zu wecken und zu vertiefen …“

Aus Mitgliedsbeiträgen und Spenden finanziert der Verein, dessen Vorstand ehrenamtlich arbeitet, insbesondere die antiquarische Erweiterung der Sammlung, während die Bibliothek durch Annahme von Schenkungen und Ankauf von Neuerscheinungen des In- und Auslandes die Sammlung auf mittlerweile rund 4.000 Bände (Stand 2012) erweiterte. So ist die Sammlung mittlerweile zur zweitgrößten in Deutschland aufgestiegen.

## Bekannte hannoversche Freimaurer (Auswahl)
Auf den Stadtplänen von Hannover finden sich knapp einhundert Straßenzüge, die die Namen von Persönlichkeiten tragen, die „für die Öffentlichkeit bedeutsame Aufgaben durchgeführt“ oder auch die Geschichte der Stadt Hannover „nicht unwesentlich beeinflußt“ haben.
Zu bekannten Persönlichkeiten zählen:
- Mehmet von Königstreu[17] (~ 1660–1726), Sohn des türkischen Generals von Koron,[18] Gründer der Loge Friedrich (heute: Friedrich zum weißen Pferde)[17]
- Johann Ludwig von Wallmoden-Gimborn[17]
- Friedrich Krancke[17]
- Paul Siegel (1880–1961), Rechtsanwalt und Notar, nach 1945 Justizreformer in Niedersachsen[17]
- Willy Täger (1890–1975), Gründer des freimaurerischen Hilfswerks in Deutschland[17]
- W. P. Eberhard Eggers (1939–2004), Maler, Grafiker und Bildhauer[17]
- Jobst Anton von Hinüber[1] (1718–1784); der Legationsrat, Postmeister und Klosteramtspächter schuf mit dem Hinüberschen Garten einen der ältesten Landschaftsgärten in Deutschland[19] (→ Karte)
- Friedrich Alexander von Wenckstern
- Adolph Franz Friedrich Ludwig Freiherr Knigge[1]
- Karl August von Hardenberg[1]
- Wilhelm Blumenhagen[1]
- Ernst August I., König von Hannover[1]
- Georg Heinrich Deicke (1765–1843), Papierhändler und Senator[20]
- Georg Ludwig Friedrich Laves[1]
- Ludwig Droste[1]
- Gustav Fink[1]
- die Brüder Berthold und Leonhard Körting. Begründer der (heutigen) Körting Hannover AG[1]
- Fritz Beindorff[1]
- Oscar Schmorl; der ehemalige Alleininhaber der Buchhandlung Schmorl & von Seefeld[21] hielt zum Verbot der Freimaurerlogen durch die Nationalsozialisten 1935 eine „selbstbewusste Abschlussrede“.[22]
- Ewald Brandt; der Bildhauer trat 1973 „Friedrich zum weißen Pferde“ bei.[23]
- Georg Philipp Holscher erhielt ein Denkmal im Garten des Logenhauses
- Karl August Devrient[24]